# ريتشارد شيل
ريتشارد شيل هو سياسي أمريكي، ولد في 15 مايو 1810 في Rhinebeck (town), New York ‏ في الولايات المتحدة، وتوفي في 10 نوفمبر 1879 في نيويورك في الولايات المتحدة. نشط حزبياً في الحزب الديمقراطي. وقد انتخب عضو مجلس ولاية نيويورك ‏ وانتخب عضو مجلس النواب الأمريكي ‏.